# Lake Barra
Der Lake Barra ist ein Gebirgssee im Westland District der Region West Coast auf der Südinsel von Neuseeland.

## Namensherkunft
Der See wurde nach Burt Barra, einem Hirschjäger der 1930er Jahre, benannt. Er spielte eine wichtige Rolle bei der Hirschjagd in diesem Gebiet und sah den See zum ersten Mal während der Operation. Er war aber möglicherweise nicht der erste der den See entdeckte.

## Geographie
Der Lake Barra befindet sich auf einer Höhe von 1288 m, umschlossen von bis zu 1829 m hohen Bergen, südlich, westlich und nördlich der Blunder Spur. Von Nordosten bis Nordwesten zieht der Haast River in einem Abstand von 5 km bis 3,6 km hinter den Bergen vorbei. Der See umfasst eine Fläche von 19,5 Hektar und besitzt einen Umfang von rund 1,73 km. In Nord-Süd-Richtung misst der See rund 560 m und in Ost-West-Richtung rund 490 m.
Der Wasserzulauf erfolgt über einige wenige Gebirgsbäche von den umliegenden Bergen und zur Öffnung nach Osten entwässert der Macpherson Creek den See. Der Creek mündet rund 6 km flussabwärts in den Haast River.